# Francisco Gamborena
Francisco Gamborena (Irun, 14 marzo 1901 – San Sebastián, 30 luglio 1982) è stato un allenatore di calcio e calciatore spagnolo, di ruolo difensore.

## Carriera
Vinse 2 volte la Copa del Rey (1924, 1927).

## Palmarès

### Giocatore

#### Competizioni nazionali
- Coppa di Spagna: 2

Real Unión: 1924, 1927